# Сепаратистское движение в Яссах 3 апреля 1866 года

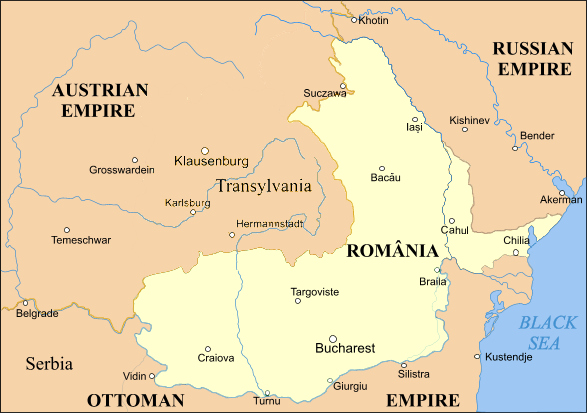
Карта Румынии 1866 года

Сепаратистское движение в Яссах 3 апреля 1866 года (молд. Mișcarea separatistă de la Iași din 3 aprilie 1866), также известное как молдавская революция (молд. revoluția moldovenească) или второе молдавское патриотическое движение (молд. a doua mișcare patriotică moldovenească) — антиунионистский заговор, организованный рядом крупных молдавских бояр, выступавших против приглашения на трон иностранного князя. По их мнению, это лишало их шанса на власть и подрывало суверенитет и государственность Молдовы, передавая контроль центральным властям в Валахии. Антиунионистские действия начались 29 марта и достигли кульминации 3 апреля 1866 года.

## Исторический контекст
11 февраля 1866 года Александру Иоан Куза, князь Объединённого княжества Румынии, был вынужден отречься от престола в результате заговора, организованного коалицией консерваторов и либеральных радикалов, известной как «Чудовищная коалиция» (рум. Monstruoasa coaliție). Власть перешла к временной регентской коллегии в составе Ласкара Катаргиу, генерала Николае Голеску и полковника Николае Хараламбие. Отречение Кузы было отмечено в течение З дней в Яссе молдавскими патриотами, которые считали, что это было началом отделения Молдавии от Валахии. Свержение Кузы стало результатом интриг политиков, стремившихся остановить демократические реформы. Регентство продолжалось до тех пор, пока Кароль Гогенцоллерн-Зигмаринген 10 мая 1866 года не согласился занять румынский престол.

## Цель
Среди участников восстания были братья Константин и Александр Мурузи, члены боярской семьи Росетти-Розновяну, Теодор Болдур-Лэцеску (руководивший уличной мобилизацией) и митрополит Калиник Миклеску. Целью движения было провозглашение Николае Росетти-Розновяну («Нунуцэ») князем Молдовы и отделение её от Валахии.
29 марта 1866 года, в день составления избирательных списков, сепаратисты захватили зал заседаний мэрии Ясс. При лимите в 800 мест они предъявили 2000 подписей. Проект унионистов о выборе иностранного князя был отклонён, и большинство заняли сторонники отделения. 30 марта унионисты провели митинг перед Ясским университетом, скандируя: «Unire! Unire! Prinț străin de origine latină!».
2 апреля делегация отправилась во дворец семьи Розновяну с предложением Николае Росетти-Розновяну «принять» молдавский трон. Его мать Маргиолицэ Розновяну (урожденная Гика) сначала выразила удивление и почёт, а затем объявила: «Messieurs, Nicolas accepte!» («Господа, Николае согласен!»).

## Восстание

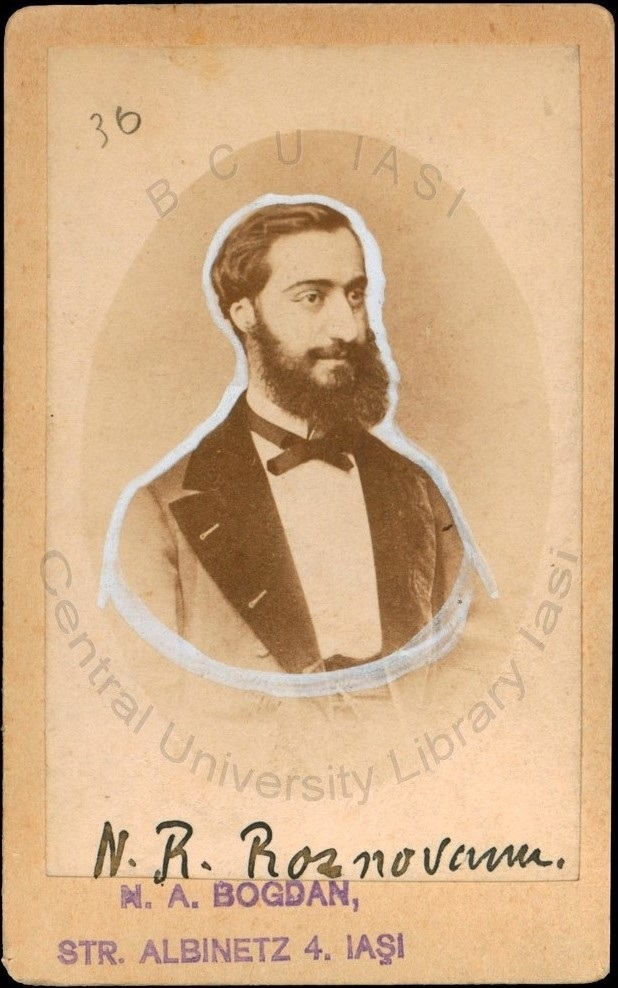
Николае Розетти-Розновану

Движение было инициировано при помощи демагогии. Митрополит Калиник Миклеску позволил Николае Росетти-Розновяну, агенту Российской империи, выступить перед многотысячной толпой. Розновяну говорил по-французски:
«À bas l’Union! Vive la révolution moldave! Les Russes seront là dans quelques heures pour nous aider!»
(«Долой Союз! Да здравствует молдавская революция! Русские будут здесь через несколько часов, чтобы помочь нам!»)
Митрополит дал приказ бить в набат, активировав тревогу. Колокольный звон поднял жителей Ясс, усилив движение. Калиник выступил с речью, осуждающей унию и призвал штурмовать Административный дворец с криками: «Jos Unirea!». Он заявил:
«Dumnezeu nu vrea această unire care e contra firii, veneticii de la București, străini de neamul și țara moldovenească, n-au ce să caute să conducă la Iași.»
(«Бог не хочет этого союза, который противоречит природе, что иностранцы в Бухаресте, иностранцы молдавской нации и страны, ничего не ищут, чтобы привести к Яссы.»)
Во главе мятежников стояли Константин Д. Мурузи, Теодор Болдур-Лэцеску, Некулай Чеаур Аслан и Инге Роберт. Их отряды включали иностранных наёмников с ятаганами и работников боярских имений. Мятежники забрасывали полицию камнями. С митрополитом Калиником произошёл инцидент — он был сбит с ног и почти растоптан толпой. Началась стрельба, в мятежников также кидали кипяток и кирпичи с окон.
После разгона восставших, они предприняли нападение на поместье Росетти-Розновяну.

## Подавление
Восстание было быстро подавлено, поскольку оно ограничилось центральными районами Ясс. После нескольких часов боёв между 500 демонстрантами и солдатами, при наличии жертв с обеих сторон, движение было остановлено. Более 100 молдаван были убиты в ходе столкновений. Слабость временного правительства, не определившегося с новым правителем, способствовала вспышке мятежа.

## Последствия
После подавления восстания митрополит Калиник бежал и был укрыт священником и антиунионистом Ионом Крянгэ, который позднее стал известным писателем. В 1875 году Калиник был назначен Первым митрополитом Румынии.
Другие участники были арестованы, но позднее помилованы князем Каролем I.
В международной прессе появились статьи, продвигаемые Российской империей, о «борьбе молдавского народа, порабощённого валахскими угнетателями».

## Память
Движение отмечается в Республике Молдова и Румынии молдавскими националистами.